# Alain Leduc
Pour les articles homonymes, voir Leduc.
Alain Leduc, né le 13 juin 1952 à Etterbeek est un homme politique belge bruxellois, membre du Parti socialiste (PS).
Il est ingénieur agronome.

## Fonctions politiques
- Membre du Parlement de la Région de Bruxelles-Capitale : 
  - du 12 juillet 1989 au 13 juin 1999
  - depuis le 29 juin 2004 au 7 juin 2009
- Echevin à Saint-Gilles